# 텍사스 윈터 리그
텍사스 윈터 리그는 2006년부터 2007년까지 진행된 미국 텍사스주 지역의 윈터 리그이며, 샌안토니오에서 개최되었다.

## 존재하던 팀들
- 브라운빌 토로스
- 에딘버그 로드러너스
- 해링겐 화이트윙스
- 레레이도 브론코스